# Florakören
Florakören vid Åbo Akademi r.f. är en finlandssvensk damkör vid Åbo Akademi i Åbo. Florakören grundades 1944. Kören har ett tätt samarbete med broderkören Brahe Djäknar och många Åbobor samlas också för att lyssna till de årliga adventskonserterna i Åbo Domkyrka som ordnas på fredagen och lördagen kring första advent. Även Akademiska Orkestern deltar i adventskonserterna. 
Körens förra dirigent Ulf Långbacka ledde kören sedan 1991. Florakörens lystringssång är Rondell, skriven av Ole Torvalds (1916-1995) och tonsatt av körens tidigare dirigent, tonsättaren Gottfrid Gräsbeck. Verket uruppfördes 1960. Från och med 1.1.2023 dirigeras kören av Hanna Kronqvist.
Florakören har genomfört turnéer till många delar av världen. Storsatsningen 2005 var en turné till Nordamerika tillsammans med broderkören Brahe Djäknar. Våren 2007 vann Florakören Fleischmann International Trophy Competition i Cork, Irland, med Hanna Kronqvist som projektdirigent.
Florakören och Brahe Djäknar har uruppfört många av dirigent Långbackas egna verk, t.ex. "Mässa i mångfaldens tid" (maj 2017) och jubileumskantaten för Åbo Akademis 100-årsfirande (mars 2018). Långbackas mässa uruppfördes i Åbo Domkyrka och bandades sedan in för Rundradion i januari 2018. Jubileumskantaten uruppfördes i Trefaldighetskyrkan i Vasa i början av det stora feståret. Även Pedavoces och Akademiska Orkestern medverkade i uppträdandet. 
Florakören uppträdde på Vårdberget på valborgsmässoafton 2018 tillsammans med broderkören Brahe Djäknar. Det finns endast få källor om Floras tidigare medverkan på Vårdberget, men det verkar som att detta uppträdande var Florakörens tredje under dess historia på 74 år. Sedan uppträdandet 2018 har kören uppträtt varje år tillsammans med BD på Vårdberget.
Florakören firade sitt 75-årsjubileum med temat normer i maj 2019. Konserten hette "Jag är en duktig flicka" och namnet kan tolkas på många olika sätt. Till jubileumskonserten beställdes verk som delvis baserar sig på körmedlemmarnas egna erfarenheter om hur det är att vara en ung kvinna i dagens samhälle.

## Diskografi
- Jag är en dans (2013)
- Advent (2012)
- The Sibelius Edition Vol. 11 - Choral music, BIS (2010)
- I en flickas spår (2005)
- Julkonsert (2000)
- I de stora skogarna (1999)
- Skål i öl och brännvin (1995)
- Ave Maria (1993)
- Somnium Monachi (1992)
- Åbo Akademis kantater (1987)
- Canzone e danza (1981)
- Missa Criolla Missa Luba (1978)
- Florakören (1979)